# Электробус с подзарядкой в движении

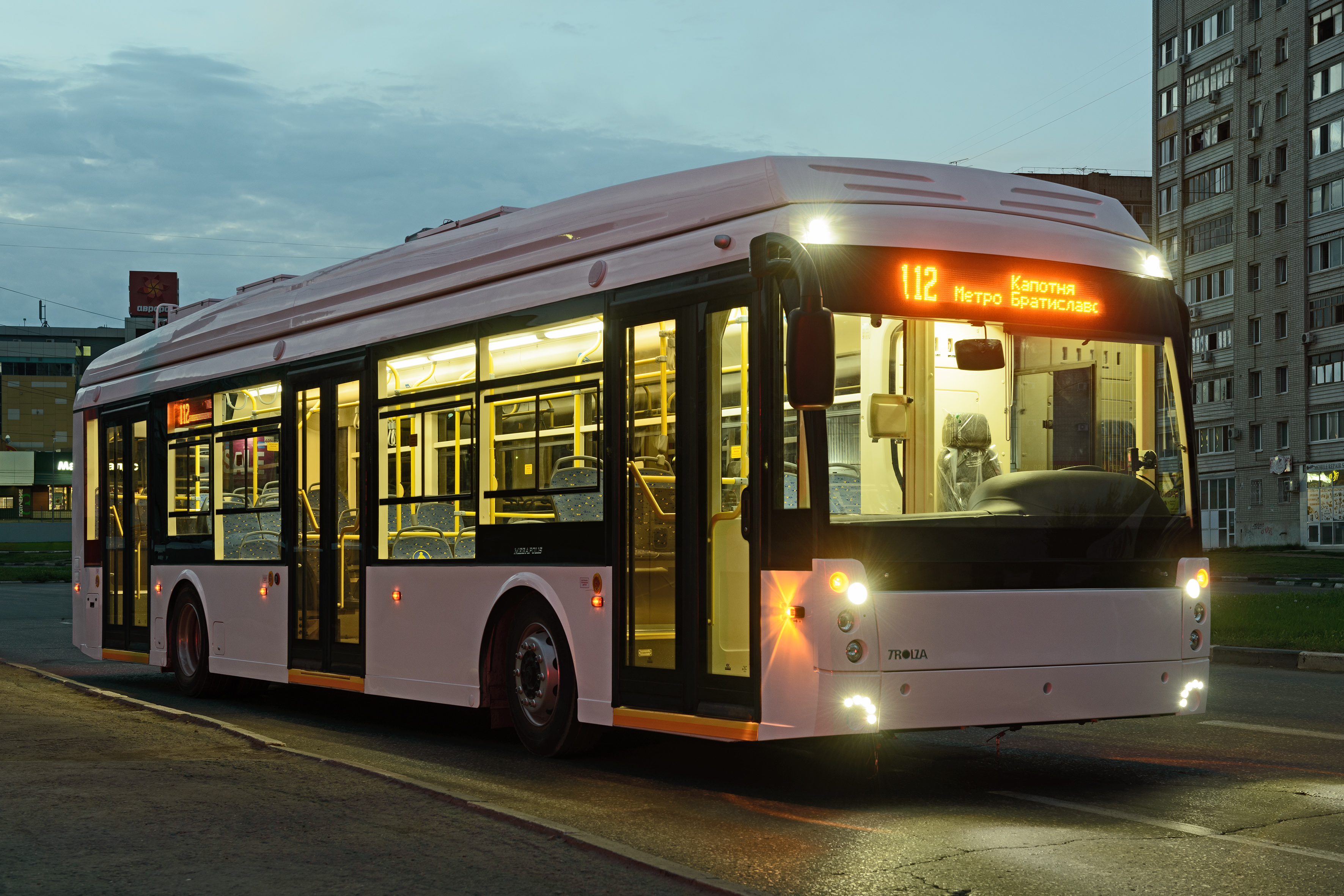
Тролза-5265.02

Электробус с подзарядкой в движении (он же троллейбус с увеличенным автономным ходом, ТУАХ) — безрельсовое механическое транспортное средство контактного типа с электрическим приводом, получающее электрический ток от внешнего источника питания (от центральных электрических станций) через двухпроводную контактную сеть с помощью штангового токоприёмника и оснащённое тяговыми аккумуляторными батареями, зарядка которых осуществляется во время движения под контактной сетью (технология IMC; произносится ай-эм-си; аббр. от англ. in-motion charging). Электробус с подзарядкой в движении является переосмысленной идеей концепции троллейбуса и одновременно дальнейшим её развитием.

## Описание

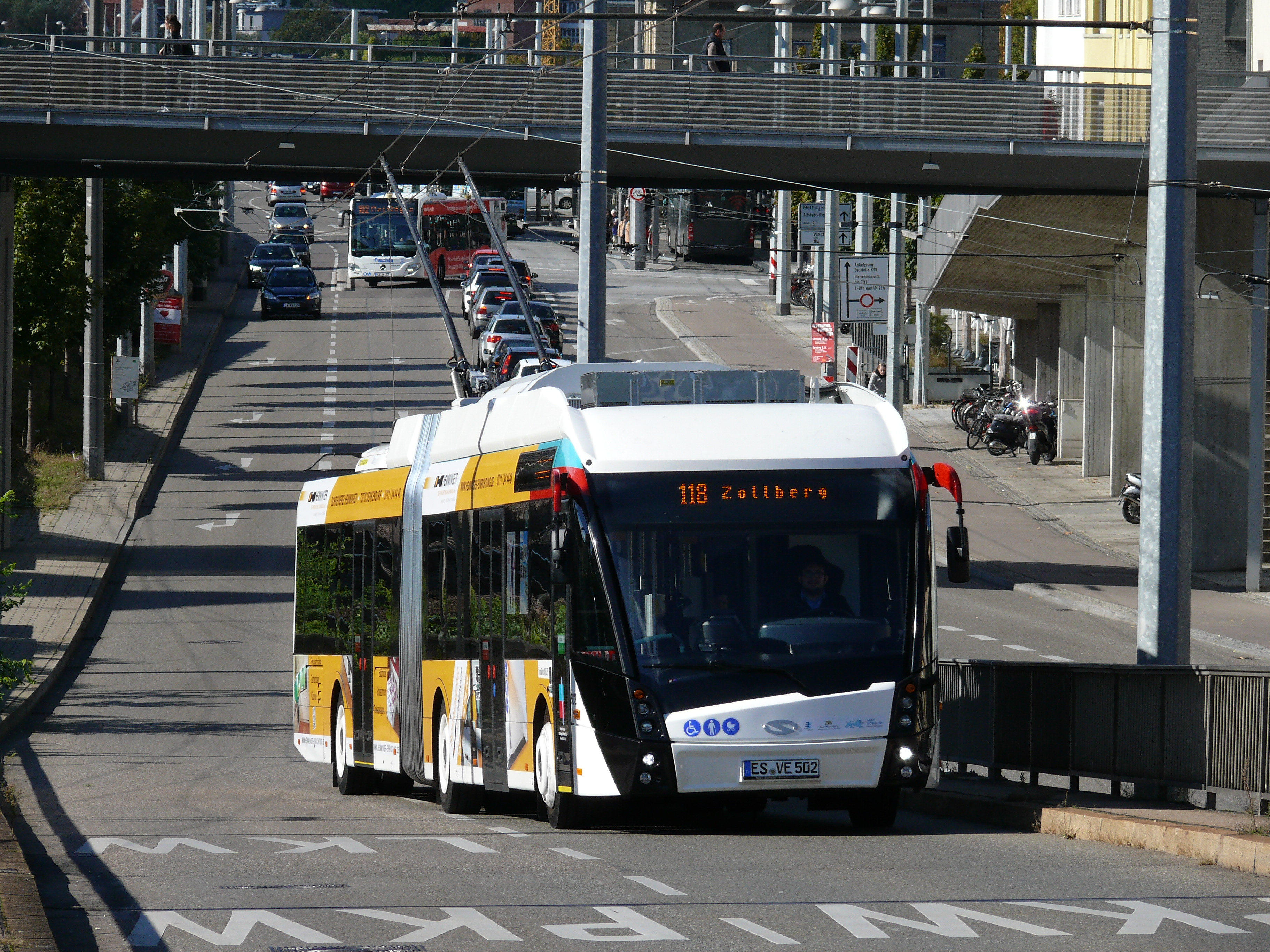
Solaris Trollino с подзарядкой в движении. Эсслинген-ам-Неккар, Германия

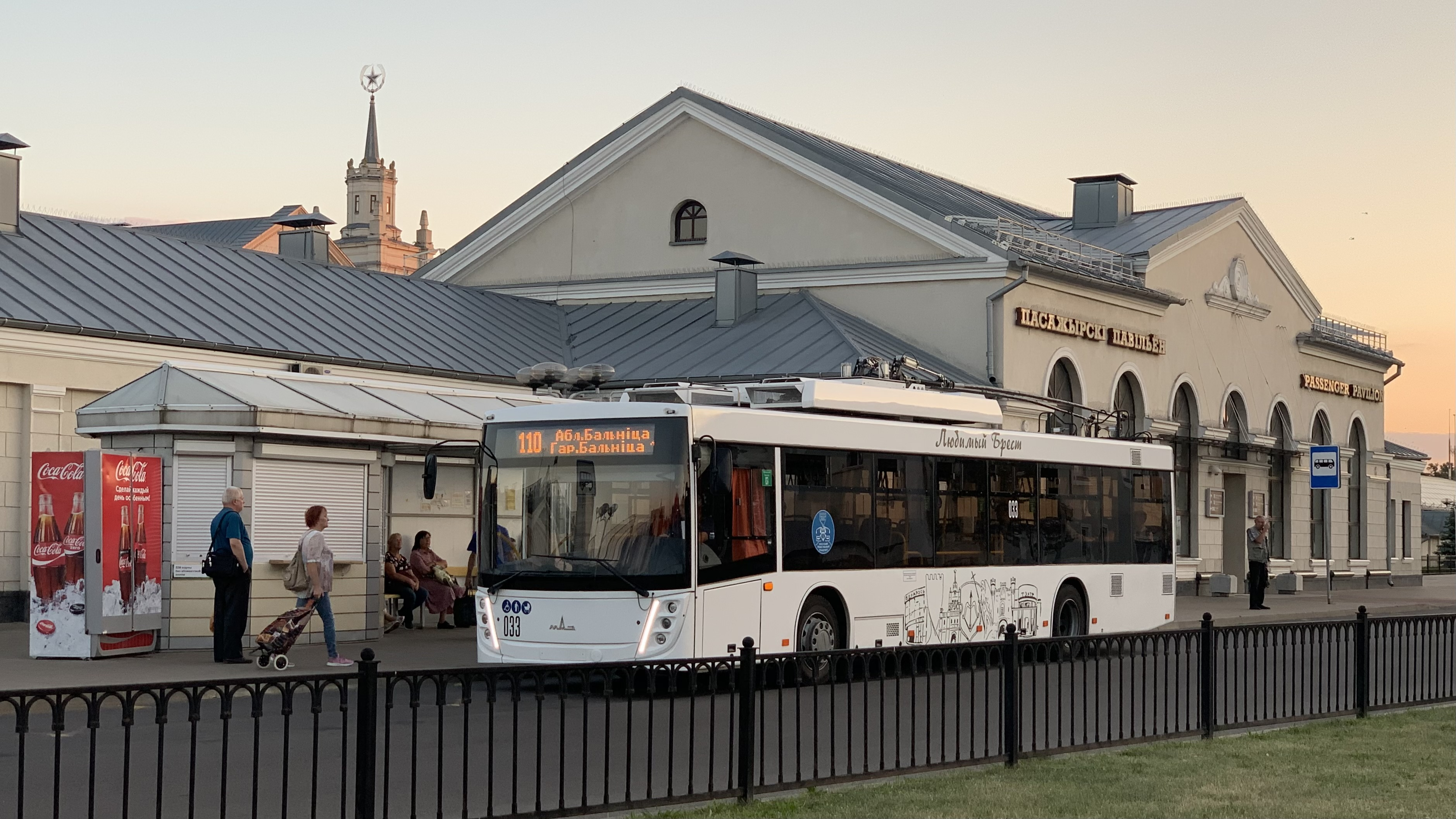
Брестский троллейбус МАЗ-203Т № 110 с динамической подзарядкой, Брест

Электробус с подзарядкой в движении оснащен аккумуляторными батареями большой мощности. Зарядка батарей осуществляется в процессе движения электробуса под контактной троллейбусной сетью. Время зарядки составляет от 10 до 30 минут. В результате аккумуляторные батареи обеспечивают возможность автономного передвижения электробуса на расстояние от 15 до 70 км. Данное расстояние вполне достаточно для создания новых маршрутов общественного транспорта.
Электробус с подзарядкой в движении позволяет создавать новые экологически чистые маршруты без инвестиций в строительство инфраструктуры. Электробусы с подзарядкой в движении сочетают достоинства классического троллейбуса с возможностью преодолевать значительные расстояния на автономном ходу.
Использование электробусов с подзарядкой в движении не создаёт дополнительной нагрузки на городскую сеть и обеспечивает щадящий режим работы батарей. У электробусов с подзарядкой в движении отсутствуют простои на конечных пунктах, в депо, так как зарядка батарей производится во время движения по маршруту. Как и обычные троллейбусы, электробусы с подзарядкой в движении обладают высокой пассажировместимостью.
Однако при эксплуатации таких электробусов в Санкт-Петербурге и Барнауле выявлены случаи пережогов контактной сети током заряда аккумуляторов при движении машины с малой скоростью и при остановке.

## Сравнение с другими видами электробусов
Электробус с подзарядкой в движении — качественная переоценка концепции троллейбуса с автономным ходом. В 2017 году в некоторых источниках, посвященных электрическому общественному транспорту, появилось определение «электробус с подзарядкой в движении».
|                                            | Электробус с зарядкой в депо | Электробус с зарядкой на остановках | Электробус с подзарядкой в движении (троллейбус с увеличенным автономным ходом) | Троллейбус (с минимальным автономным ходом) |
| ------------------------------------------ | --- | --- | --- | --- |
| Название технологии                        | Overnight charging (ONC) | Opportunity charging (OC) | In-motion charging (IMC) | — |
| Способ накопления энергии                  | Ночная медленная зарядка | Ультрабыстрая зарядка на маршруте в ходе части остановок | Зарядка при движении по участку, оборудованному контактной сетью | Зарядка от контактной сети |
| Запас автономного хода                     | от 150 км | 20—70 км | 5—70 км | до 2 км |
| Особенности заряда                         | Требует концентрации повышенных энергомощностей в парке; пик расхода электроэнергии приходится на ночное время, когда она дешевле. Электробус в течение дня не привязан к инфраструктуре и может заменить автобус | Требует зарядку токами свыше 300 А; в местах применения создаёт скачкообразную нагрузку на электрическую сеть, что негативно влияет на энергосистему | Создаёт распределённую нагрузку на городскую энергосеть в течение всего дня; благодаря контактным сетям, которые связывают подстанции, возможно выполнить различные переключения, обеспечив устойчивое энергоснабжение, однако такой вид зарядки может применяться только в городах с троллейбусной инфраструктурой, при этом не менее 30 % длины маршрута машины должно проходить под контактной сетью, что сужает гибкость использования машин. Кроме того, есть риск пережога контактного провода током заряда аккумуляторов при движении машины с малой скоростью или при остановке | Создаёт распределённую нагрузку на городскую энергосеть в течение всего дня; благодаря контактным сетям, которые связывают подстанции, возможно выполнить различные переключения, обеспечив устойчивое энергоснабжение, однако такой вид зарядки может применяться только в городах с троллейбусной инфраструктурой, при этом не менее 30 % длины маршрута машины должно проходить под контактной сетью, что сужает гибкость использования машин. Кроме того, есть риск пережога контактного провода током заряда аккумуляторов при движении машины с малой скоростью или при остановке |
| Требования к энергетической инфраструктуре | Требует общего пересмотра энергосистемы города, подведение мощных энерголиний к паркам | Требуется организация сети зарядных станций вблизи мощных источников энергии (районных подстанций на напряжение не менее 35 кВ). Возможно также использование энергетической инфраструктуры трамвая (вблизи тяговых подстанций) и метро (при расположении конечных остановок у станций) | Используется существующая инфраструктура; при проведении маршрутов в новые районы контактную сеть можно не развивать | Используется существующая инфраструктура; при проведении маршрутов в новые районы необходимы капитальные вложения в контактную сеть |
| Простой на зарядку                         | 4—10 часов (в парке) | 5—25 минут (на остановке) | Отсутствует | Отсутствует |
| Размер батарей                             | Отличается большими батареями, за счёт чего в салонах остаётся меньше места для пассажиров; в низкопольных реализациях тяжёлые батареи размещаются на крыше, что ухудшает устойчивость к переворачиванию          | Батареи умеренного размера | Батареи умеренного размера | Батареи незначительного размера |
| Долговечность батарей                      | Глубокий уровень разряда негативно сказывается на батареях | Высокий ток зарядки и глубокий уровень разряда негативно сказывается на батареях. Теоретически эта проблема может быть преодолена с использованием ионисторов. | Работа батарей в щадящем режиме | — |
| Отопление                                  | Для отопления и обогрева необходимо использовать вспомогательный дизельный генератор | Для отопления и обогрева необходимо использовать вспомогательный дизельный генератор | Электрическое отопление и обогрев салона при прохождении большей части маршрута под контактной сетью не требует использования вспомогательных дизельных генераторов | Электрическое отопление и обогрев салона при прохождении большей части маршрута под контактной сетью не требует использования вспомогательных дизельных генераторов |
| Гибкость маршрутной сети                   | Гибкая, как у автобусов, за исключением более жёсткой привязки к парку | Привязка маршрутов к зарядным станциям (точки с повышенным пассажиропотоком) | Привязка к участкам контактной сети (магистральные улицы с повышенным пассажиропотоком) | Полная привязка к контактной сети |

Электробус с подзарядкой в движении также является преемником другой разновидности троллейбуса — дуобуса, однако последний серьёзно проигрывает ему в плане экологичности. Источником автономного хода дуобуса является горючее топливо (бензин или дизель), тогда как для электробуса с подзарядкой в движении — электрохимический носитель энергии. При этом электробус с подзарядкой в движении обладает рекуперацией энергии обратно в тяговую батарею, тогда как дуобус такой возможностью не обладает в силу использования генераторной установки для сгораемого топлива.

## Развитие технологии IMC в мире
В Европе технологию IMC активно развивает один из крупнейших разработчиков и производителей электрического оборудования — германская фирма Kiepe Electric GmbH. Европейские фирмы — непосредственные производители подвижного состава: Carrosserie Hess AG (Швейцария), Solaris (Польша), Van Hool (Бельгия), Белкоммунмаш (Белоруссия), МАЗ (Белоруссия).

### Электробусы с подзарядкой в движении в Европе, Северной и Южной Америке
Электробус с подзарядкой в движении в начале 2017 года начал тестовую работу в Швейцарии. В течение нескольких месяцев 2017 года электробус с подзарядкой в движении производства компании HESS «Swiss Trolley Plus» тестировался в Цюрихе. Машина была оснащена батареями, позволяющими автономно проехать около 30 км.
Представлены планы по обновлению парка электрического общественного транспорта в австрийском городе Линц на электробусы с подзарядкой в движении по технологии Kiepe Electric GmbH к 2019 году.

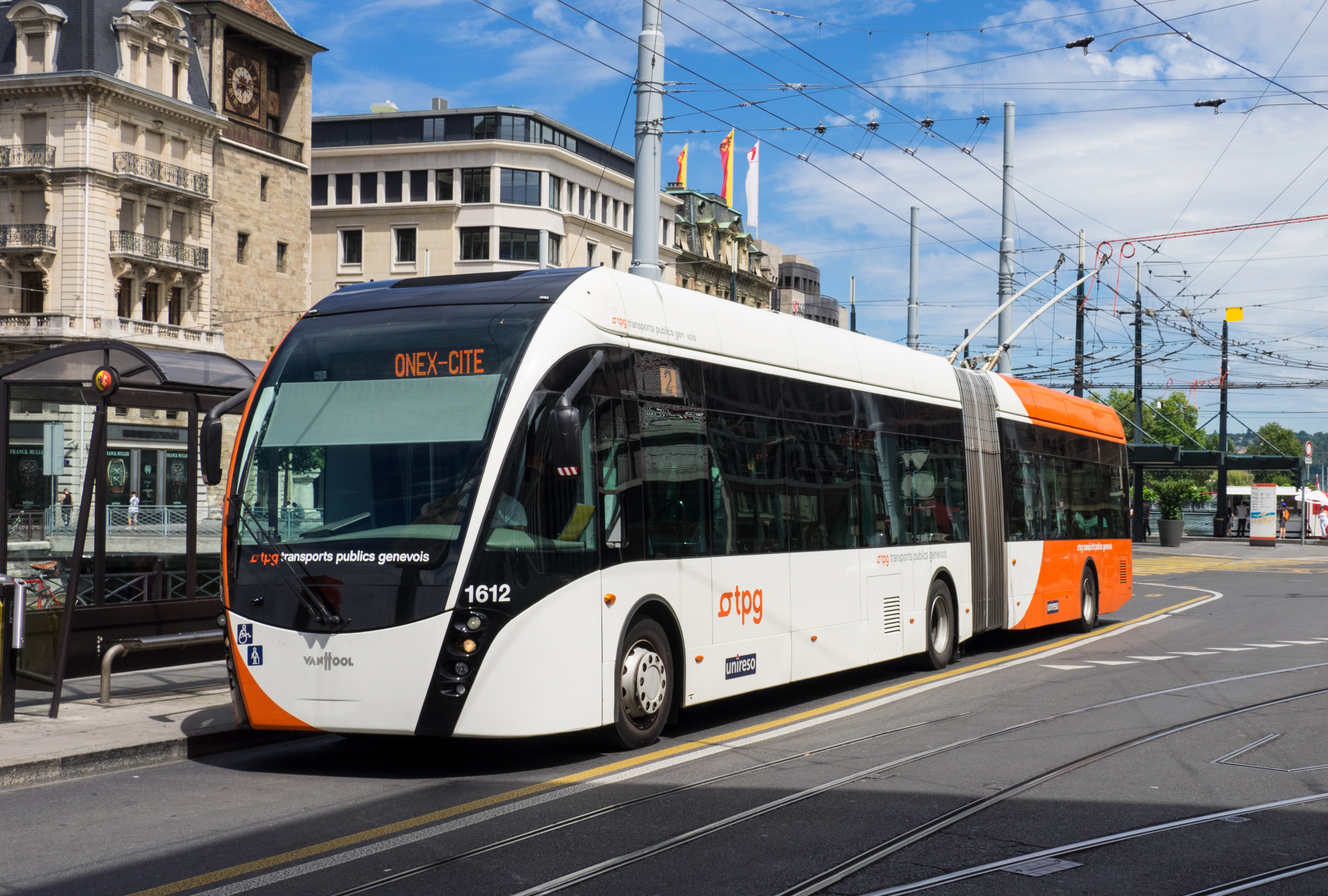
Van Hool ExquiCity с подзарядкой в движении. Женева, Швейцария

Электробусы с подзарядкой в движении по технологии Kiepe Electric GmbH с 2005 года работают в Сан-Франциско, Сиэтле, Золингене, Люцерне, Цюрихе, Ванкувере, Женеве, Дейтоне и Калгари. Всего подобных машин насчитывается около 600 единиц.
По данным интернет-портала «Трансфото», в 2017 году тестирование электробусов с подзарядкой в движении проходит в Германии, Польше, Швеции и Швейцарии.
В столице Боснии и Герцеговины Сараеве с 2022 года успешно работают 25 сочленённых электробусов типа IMC производства BKM Holding (Белоруссия).

### Электробусы типа IMC в Молдавии
В столице Молдавии городе Кишинёве и во втором по величине городе страны Бельцах имеются развитые троллейбусные системы, где в последние годы активно развивается применение троллейбусов с автономным ходом на аккумуляторах. Например, в Кишинёве открыто несколько пригородных маршрутов, соединяющих малые города и сёла, входящие в муниципий Кишинёв, непосредственно с Кишинёвом.

#### Кишинёв
В столице Кишинёве электробусами с динамической зарядкой (IMC) обслуживаются 9 маршрутов.

#### Бельцы
В 2021 году в Бельцы поступили первые троллейбусы с увеличенным автономным ходом «Дніпро» Т203 (МАЗ-ЭТОН-Т203)

### Электробусы типа IMC в Белоруссии
В Белоруссии данный тип электробусов используется во всех городах, где имеются троллейбусные сети: Минске, Гомеле, Могилёве, Витебске, Гродно, Бресте и Бобруйске.

#### Минск
КУП «Минсктранс» активно развивает сеть маршрутов электротранспорта, обслуживаемых электробусами IMC. Это позволяет как дать развитие действующим маршрутам (например, № 52), продлив их к новостройкам, так и открыть новые (№ 18, № 45, № 56 и другие).
Всего по состоянию на конец 2023 года в Минске около 20 маршрутов, обслуживаемых троллейбусами с увеличенным автономным ходом (ТУАХ). Все такие троллейбусы выпущены непосредственно в Белоруссии (МАЗ-203Т70, БКМ-321.00D, БКМ-433.00D).
Технология IMC позволила вернуть троллейбусы на проспект Независимости на всём его протяжении. На данной магистрали троллейбусное движение не осуществлялось более 20 лет. Обновлённый маршрут № 22 не только вернул троллейбус на одну из главных магистралей города, но и связал многие спальные районы с центром города и главным железнодорожным вокзалом Минска.

#### Гомель
В Гомеле троллейбусный маршрут № 24 обслуживается электробусами с подзарядкой в движении.

#### Витебск
В Витебске имеются 5 маршрутов, обслуживаемых электробусами IMC, в том числе один, на котором ходят беспроводные троллейбусы-гармошки.

#### Гродно
В Гродно есть пять троллейбусных маршрутов, которые обслуживают электробусы такого типа.

## Развитие технологии IMC в России
Варианты самого распространённого троллейбуса ЗиУ-682 с автономным ходом стали появляться в 1980-х годах. В первую очередь это предусматривалось для экспортных вариантов. Например, партия из ЗиУ-682В1 для города Кордовы были оборудованы щелочными аккумуляторами 9НКЛБ-70, расположенными под задней площадкой. Они давали запас автономного хода около километра на скорости 5 км/ч. Это позволяло объехать место ДТП, преодолевать обрывы контактной сети, маневрировать в парке.
В дальнейшем автономным ходом оборудовались различные троллейбусы, но запас хода у них не превышал пары километров.
Первым российским троллейбусом с по-настоящему увеличенным автономным ходом стал СТ-6217М, созданный совместно с предприятиями ООО «Лиотех», ОАО «Сибэлтранссервис», ООО «Сибирский троллейбус», ООО «НПФ „Ирбис“», ООО «НПФ „Арс-Терм“», НИИ химии твердого тела Сибирского отделения РАН, Новосибирским государственным техническим университетом, при участии транспортных предприятий мэрии Новосибирска и её руководителей. Опытные образцы проезжали в автономном режиме до 60 километров при полной массе троллейбуса (то есть как при полном заполнении пассажирами). Батарея состоит из 144 литий-ионных аккумуляторов, ёмкость аккумуляторов — 240 А*ч, масса батареи — 1060 кг, что чуть более 5 % от полной массы троллейбуса. Троллейбус был в введён в эксплуатацию в Новосибирске на маршруте № 401, протяженность которого в однопутном исчислении — 45,56 километра, из них 17 километров — без контактной сети.
Впоследствии ОАО «Сибэлтранссервис» закупило кузова Тролза-5265 «Мегаполис» и произвело на их основе низкопольные Тролза-СТ-5265А. В 2013 году они вышли на дороги Новосибирска, а затем Тулы.
ЗАО «Тролза» (бывший Завод имени Урицкого), используя свой опыт создания троллейбусов с автономным ходом, в 2012 году также начало разработку оснащаемых литиевыми батареями троллейбусов с увеличенным автономным ходом, которые впоследствии из маркетинговых соображений стали позиционироваться как электробусы с подзарядкой в движении. После испытаний в различных регионах России (во Владимирской области, в Ставропольском крае, в Краснодарском крае, в Башкортостане, в Адыгее и Пермском крае, а также в аннексированном Крыму) электробус был запущен в серийное производство и начал поставляться в города России (Тула, Нальчик, Санкт-Петербург, для нужд ГТЛК), а также за рубеж (Аргентина, города Росарио и Кордова).
В марте 2025 года глава компании Транспортные системы сообщил в интервью о подготовке электробуса «Генерал», «который не требует закупки специальных зарядных станций и может заряжаться на уже имеющейся трамвайной или троллейбусной инфраструктуре» с технологией "комбинированного восполнения заряда тяговых батарей, которая сочетает в себе сразу три типа зарядки: медленного — от розетки; динамического — от токоприемников — и быстрого или ультрабыстрого типа — через токоприемники. Его можно заряжать от троллейбусной и трамвайной инфраструктуры, от зарядных станций сети 380 или 600 вольт.

## Электробусы с подзарядкой в движении в городах России

### Санкт-Петербург
В 2017 году был заключен контракт на поставку более чем 100 электробусов с подзарядкой в движении в Санкт-Петербург. Сумма контракта составила более 2 млрд рублей. Поставщики техники — ЗАО «Тролза» и ОАО «Белкоммунмаш». С декабря 2017 года по февраль 2018 года в Санкт-Петербурге было открыто 3 новых маршрута с электробусами с подзарядкой в движении на базе действующих троллейбусных.
- 12 декабря 2017 года в Приморском районе электробусы вышли на маршрут № 23 (улица Шаврова — Богатырский проспект).
- 27 декабря 2017 года в Красносельском районе был продлён маршрут № 41, трасса которого соединила станцию метро «Кировский завод» с микрорайоном «Балтийская жемчужина».
- 12 февраля 2018 года электробусы вышли на маршрут № 2 в Приморском районе и соединили станцию метро «Комендантский проспект» с кварталом «Юбилейный».

Первый маршрут электробусов был торжественно открыт с участием губернатора Санкт-Петербурга Георгия Полтавченко.

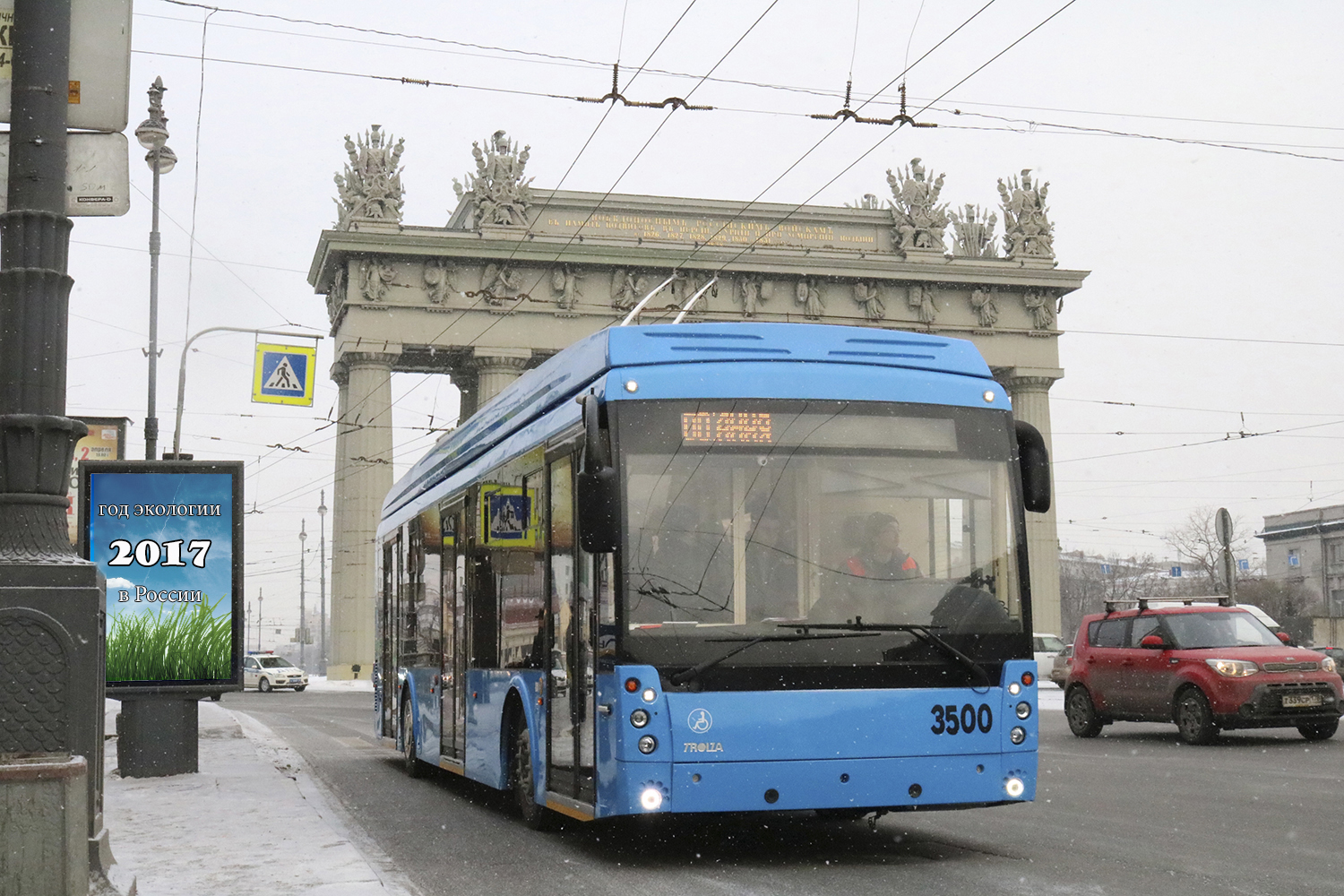
Тролза-5265 с подзарядкой в движении на улицах Санкт-Петербурга, Россия

Значительную часть новых маршрутов электробусы преодолевают на автономном ходу. Таким образом СПб ГУП «Горэлектротранс» удалось связать новые районы экологически безопасным видом транспорта без строительства инфраструктуры.
Первые месяцы эксплуатации электробусов с подзарядкой в движении в Санкт-Петербурге получили высокую оценку со стороны СПб ГУП «Горэлектротранс». Так за месяц работы после запуска электробусов с подзарядкой в движении пассажиропоток маршрута № 23 вырос почти в 10 раз.
Открытие новых маршрутов — шаги по реализацию программы по развитию общественного транспорта Санкт-Петербурга, принятой в 2015 году.
26 января 2018 года в Брюсселе директор СПб ГУП «Горэлектротранс» Василий Остряков на заседании троллейбусного комитета Международного союза общественного транспорта представил доклад о запуске в Петербурге новых маршрутов, обслуживаемых электробусами с подзарядкой в движении.
По состоянию на конец 2023 года в Санкт-Петербурге работают 13 маршрутов, обслуживаемых по технологии IMC.
Численность подвижного состава троллейбусов типа IMC — более 200 единиц.

### Барнаул
В Барнауле в опытной эксплуатации находились две машины СТ-6217М производства «Сибирский троллейбус» (Новосибирск), маршруты которых пролегали в новые районы, не охваченные контактной сетью троллейбуса. Планировалась закупка ещё от 10 до 30 машин, часть из которых должны были работать на маршруте Барнаул — Новоалтайск. Однако эксплуатация показала серьёзные проблемы в Барнауле: пережоги контактного провода при зарядке батарей от контактной сети, плохое отопление зимой при движении автономным ходом. В настоящее время автономный ход на обеих машинах демонтирован. Но новые, современные электробусы типа IMC власти Барнаула даже не пробовали испытывать в городе.

### Абакан
Осенью 2018 года в Абакане запущены кольцевые маршруты № 9 и № 10. Их обслуживают троллейбусы типа ВМЗ-5298.01 «Авангард», оборудованные автономным ходом

### Альметьевск
25 августа 2021 года в тестовом режиме в Альметьевске запущены маршруты № 7а и № 7б, обслуживаемые троллейбусами УТТЗ-6241-10-02 «Горожанин». Маршрут 7а переведен на обслуживание обычными троллейбусами в марте 2022 в связи с открытием новой троллейбусной линии длиной 2,5 км по улице Шевченко и проспекту Зарипова. Маршрут № 7б по техническим причинам не обслуживался со 2 декабря 2022 по 13 февраля 2023 года.

### Братск
Несмотря на большое поступление новых троллейбусов, в настоящее время в Братске нет ни одного троллейбусного маршрута, использующего технологию IMC. Однако в город поступили 6 новых троллейбуса УТТЗ-6241.01 «Горожанин», имеющих техническую возможность работы без контактной сети.

### Волгоград
2 апреля 2022 года в город поступил первый (из партии в 56 единиц) троллейбус модели АКСМ 32100D с автономным ходом. 1 мая 2022 запущен троллейбусный маршрут № 8А «Инструментальный завод (посёлок ГЭС) — Оптово-строительный рынок (улица Тулака)». 1 сентября маршрут 10А продлён до конечной станции «Жилгородок» (по Краснополянской улице, в сторону Жилгородка).

### Иркутск
24 декабря 2021 запущен пригородный маршрут троллейбуса № 777 «Иркутск (сквер Кирова) — посёлок Молодёжный (КПП)». 50 % пути (14 км) троллейбусы маршрута проходят на автономном ходу. Первоначально движение осуществлялось только в час пик. 19 октября 2023 троллейбусный маршрут № 777 продлен до ТЦ «Новая Дача» в Молодёжном. Участок, преодолеваемый на АХ составляет 18 км. На маршруте задействованы 2 машины с АХ.

### Краснодар
1 декабря 2019 года 12 троллейбусов ВМЗ-5298.01 «Авангард» с автономным ходом вышли на маршрут № 15 «Домбайская — ж/д вокзал Краснодар-1». Они заменили автобусы.
20 марта 2023 в Краснодар прибыл троллейбус БКМ 32100D «Ольгерд», оснащённый функцией протяжённого автономного хода. 10 июня 2023 года троллейбусный маршрут № 4 продлён от Круговой улицы по улицам Красных Партизан, Западному обходу и Венецианской до жилого комплекса «Немецкая деревня». Новый участок не имеет контактной сети, маршрут теперь обслуживается троллейбусами с функцией протяжённого автономного хода.

### Красноярск
2 февраля 2021 года в Красноярске машиной под № 2020 проведена опытная обкатка на автономном ходу через Коммунальный мост до конечной «ЛДК» в рамках запуска нового троллейбусного маршрута № 6. 19 апреля 2021 года открыт троллейбусный маршрут № 6 «Железнодорожный вокзал — Коммунальный мост — улица Матросова», на линии работают до 6 машин. Часть маршрута троллейбусы проходят на автономном ходу.
17 октября 2022 года в город прибыло три новых троллейбуса ПКТС-6281.00 «Адмирал» с автономным ходом. 28 января 2023 года проведена обкатка маршрута на Сибирский федеральный университет троллейбусом под № 2228. Движение производилось на автономном ходу. 11 февраля 2023 года троллейбусный маршрут № 5 продлевается до конечной остановки «Эко-парк „Гремячая грива“» с использованием автономного хода. Таким образом возвращается маршрутное движение троллейбусов на СФУ.

### Мурманск
1 декабря 2021 года в Мурманске на линию вышел троллейбус, который связал улицу Радищева и завод «Севморпуть» в один маршрут. Это стало возможным благодаря увеличенному автономному ходу.
Перевозку пассажиров выполняет маршрут № 3. Он следует из Октябрьского округа по привычному для «тройки» пути, не заезжает на конечную на улице Гаджиева, а следует дальше по проспекту Героев-Североморцев и улице Лобова.

### Нальчик
В декабре 2014 года в Нальчике в строй выпущены 10 электробусов с динамической подзарядкой (IMC) — Тролза-5265 «Мегаполис» с увеличенным автономным ходом от аккумуляторов. В 2015 году начали работу маршруты 2Ш до посёлка Шалушка, 5Н (1Н) до посёлка Нартан. В начале 2020 года продлён маршрут электробуса 2Ш до села Яникой.
30 апреля 2021 года маршруты № 2 и 2Ш заменены автобусными 33 и 33Ш. Контактная сеть по улицам Ленина, Кирова, Кулиева и Мальбахова демонтирована. Таким образом действующими остался только маршрут № 4 (на нем используются только машины с автономным ходом) с интервалом ~30 минут. Участок от конечной станции «Горная» до проспекта Шогенцукова троллейбусы преодолевают на автономном ходу.

### Новосибирск
24 декабря 2022 года в Новосибирск прибыл первый троллейбус модели УТТЗ-6241.01 «Горожанин», оборудованный автономным ходом. 1 февраля 2023 года троллейбус 36-го маршрута изменил маршрут следования: троллейбусы буду курсировать между вокзалом Новосибирск-Главный и Лазурной улицей по улицам Доватора, Бориса Богаткова, Кошурникова, Фрунзе, проспекту Димитрова и Вокзальной магистрали. От пересечения с Красным проспектом до площади Кондратюка по улице Фрунзе троллейбусы следовали на автономном ходу. Выпуск на маршрут составлял 8 единиц, интервал движения около 10 минут.
С 1 сентября 2023 года изменена схема троллейбусного маршрута № 29 «Северо-Чемской жилмассив — Метро „Площадь Маркса“» путём продления по участкам улично-дорожной сети без контактной сети, а именно от конечного остановочного пункта «Северо-Чемской жилмассив» до «Улицы Александра Чистякова» и от «Метро „Площадь Маркса“» до ЖК «Новомарусино» с увеличением количества подвижного состава до 24 единиц.
С 1 ноября 2023 года на обслуживание автономными троллейбусами переведён маршрут № 8. Одновременно его продлили до ТЭЦ-5. В декабре 2023 года открыт новый троллейбусный маршрут № 35 «Метро „Площадь Маркса“ — Криводановский карьер».
С 1 марта 2024 года на обслуживание троллейбусами с автономным ходом был переведен маршрут № 5. Его продлили до микрорайона «Стрижи».
С 1 сентября 2024 года на обслуживание троллейбусами с автономным ходом был переведён маршрут № 4. Его продлили до с/х Левобережный

### Хабаровск
4 сентября 2022 в Хабаровск на испытания прибыл троллейбус модели УТТЗ-6241.01 «Горожанин», оборудованный автономным ходом 40 км. После испытаний опытный экземпляр остался в Хабаровске и были закуплены ещё 9 троллейбусов той же модели с запасом автономного хода 20 км.
25 мая 2023 года во время презентации новых троллейбусов мэр Хабаровска Сергей Кравчук поручил разработать новый троллейбусный маршрут, соединяющий аэропорт, автовокзал и железнодорожный вокзал Хабаровска.
10 июня новые троллейбусы вышли на маршрут, которому присвоили № 2. Изначально маршрут был полукольцевым и проходил по улицам Карла Маркса, Большой, Воронежской, Ленинградской и возвращался на улицу Карла Маркса.
1 августа 2023 года схема движения маршрута № 2 изменена. Теперь троллейбусы двигаются по Большой и Воронежской улицам в двух направлениях и оборачиваются по Ленинградскому переулку и Ленинградской улице. Также предусмотрена бесплатная пересадка на маршруты трамвая № 1, 2, 5, что позволило компенсировать отменённый маршрут № 6.
С 11 июля 2024 года автобусный маршрут № 28 обслуживается троллейбусами с увеличенным автономным ходом.

## Производство электробусов с подзарядкой в движении в России

### СТ-6217М — совместная разработка ОАО «Сибэлтранссервис», ООО «Сибирский троллейбус» и др.

#### История поставок
2012 год — Барнаул — 1 ед., Братск — 1 ед.
2013 год — Барнаул — 1 ед., Братск — 2 ед.
2014 год — Барнаул — около 10 ед.

### ЗАО «Тролза»

#### История поставок
2013 год — Подольск (1 ед.).
2014 год — Тула, Нальчик, Тольятти, Краснодар, Севастополь (29 ед.).
2015 год — Кордова (Аргентина), Майкоп (3 ед.).
2016 год — Росарио (Аргентина) (2 ед.).
2017 год — Санкт-Петербург, Росарио, для Государственной транспортной лизинговой компании (157 ед.).
2018 год — Санкт-Петербург
2019 год — Красноярск (1 ед.).

### АО «Транс-Альфа» — ВМЗ

#### История поставок
2014 год — Барнаул: 2 машины ВМЗ-5298.01-50 «Авангард», оборудованные в режиме автономного хода до 40 км.
2019 год — мэрия Краснодара заключила контракт на поставку 12 единиц.
2021 год — Красноярск; контракт на поставку 24 единиц, оснащённых литий-ионными тяговыми батареями.

### ООО «ПК Транспортные системы»
2021 год — модель ПКТС-6281.01 «Адмирал» для Саратова (36 единиц)
2022 год — модель ПКТС-6281.01 «Адмирал» для Красноярска (12 единиц)
2023 год — модель ПКТС-6281.01 «Адмирал» для Иркутска (1 единица)

## Производство российско-белорусских троллейбусов УТТЗ-МАЗ
История поставок
2020 год — модель УТТЗ-6241.01 «Горожанин» (МАЗ-203Т70) Чебоксары (10 единиц)
2021 год — модель УТТЗ-6241.01 «Горожанин» (МАЗ-203Т70) Чебоксары (50 единиц), Новочебоксарск (8 единиц)
2021 год — модель УТТЗ-6241.01 «Горожанин» (МАЗ-203Т70) Ростов-на-Дону, (5 единиц);
2022 год - модель УТТЗ-6241.01 «Горожанин» (МАЗ-203Т70):
- Новосибирск — 5 ед.;
- Хабаровск — 4 ед.;
- Новокузнецк — 10 ед.;

2023 год - модель УТТЗ-6241.01 «Горожанин» (МАЗ-203Т70):
- Новосибирск — 81 ед. (поставки продолжатся в 2024 г.);
- Пенза — 55 ед.;
- Новокузнецк — 10 ед.;
- Хабаровск — 6 ед.;
- Братск — 6 ед.

## Производители электробусов с подзарядкой в движении в Белоруссии

### УКХ «Белкоммунмаш»

#### История поставок
2015 год — модель БКМ 32100D была поставлена в Ульяновск (3 единицы)
2016—2019 годах модель БКМ 32100D была поставлена в Гродно (5 единиц), Гомель (5 единиц), Санкт-Петербург (35 единиц), Витебск (4 единицы), Душанбе (4 единицы)
2020 год — модель БКМ 32100D была поставлена в Гомель (1 единица), Душанбе (69 единиц)
2021 год — модель БКМ 32100D была поставлена в Минск (25 единиц), Нижний Новгород (1 единица), Гомель (1 единица) Душанбе (31 единица), Витебск (1 единица),
Враца — модель БКМ 32100D «Ольгерд» (9 единиц)
2022 год — модель БКМ 32100D была поставлена в Волгоград (56 единиц), Нижний Новгород (1 единица), Витебск (3 единицы)
Санкт-Петербург — модель БКМ 32100D «Ольгерд» (45 ед. по контракту на поставку 97 таких троллейбусов)
2023 год — модель БКМ 32100D была поставлена в Мурманск (1 единица), Гомель (1 единица),
Санкт-Петербург — модель БКМ 32100D «Ольгерд» (оставшиеся 52 единицы по контракту на поставку 97 ед.).

### Минский автомобильный завод
История поставок
2015 год — модель МАЗ-203Т70 была поставлена в Бобруйск (1 единица)
2019 год — модель МАЗ-203Т70 была поставлена в Гомель (1 единица)
2020 год — модель МАЗ-203Т70 была поставлена в Минск (70 единиц), Витебск (10 единиц)
2021 год — модель МАЗ-203Т70 была поставлена в Минск (75 единиц)
2022 год — модель МАЗ-203Т70 была поставлена в Гомель (6 единиц), Рязань (10 единиц)
2023 год — модель МАЗ-203Т70 была поставлена в Гомель (4 единицы), Хабаровск (7 единиц)
В конце 2023 г. МАЗ осуществил поставку 10 троллейбусов модели МАЗ-203Т70 в Минск.